# Медитерански Космос
Медитерански Космос или само Космос је тржни центар који се налази у Пилаји, општини Солун, другом по величини граду у Грчкој. То је највећи малопродајни и забавни центар у северној Грчкој.

## Историја
Тржни центар је званично отворен у октобру 2005.
У јуну 2012. године, Lamda Development, власници тржног центра, најавили су да ће од средине фебруара 2013. почети да наплаћују наплату паркинга 
У 2017, Värde Partners је купио контролни пакет акција Космоса и планирао проширење тржног центра.

## Објекти
Садржи више од 200 малопродајних објеката и објеката укључујући биоскоп са 11 екрана, бројне продавнице модне и електронске робе, као и кафиће, ресторане, барове, супермаркет, амфитеатар и православну цркву.

## Дизајн
Унутар тржног центра, путеви и трг су дизајнирани као традиционални градови северне Грчке у комбинацији са предностима модерног центра града.

## Локација
Тржни центар се налази на 11 км источно од центра града и отприлике 5 км удаљен од аеродрома у Солуну. Може се приступити националним путем 67, аутопутем који повезује Солун са јужним делом Халкидикија.

## Галерија
- Божићна јелка у Космосу 2010.
- Унутрашњост Космоса 2012.